# Live Apocalypse
Live Apocalypse är en dubbel-DVD med det svenska melodisk death metal-bandet Arch Enemy, utgiven den 28 juli 2006 på Century Media Records. Disk 1 innehåller 19 låtar inspelade från en konsert vid London Forum i London den 17 december 2004 samt tre låtar inspelade vid Manchester Academy 2 i Manchester den 13 december 2005. Disk 2 innehåller extramaterial i form av intervjuer, bildspel, promovideor m.m. Speltiden är totalt 300 minuter.

## Disk 1

### London Forum (17 december 2004)
1. Tear Down the Walls / Intro (M. Amott)
2. Enemy Within (M. Amott/C. Amott/A. Gossow)
3. Silent Wars (M. Amott/C. Amott/A. Gossow)
4. Burning Angel (M. Amott/C. Amott)
5. Dead Eyes See No Future (M. Amott/C. Amott/A. Gossow)
6. Dead Bury Their Dead (M. Amott)
7. Bury Me An Angel (M. Amott)
8. Drum Solo (D. Erlandsson)
9. Instinct (M. Amott)
10. Savage Messiah (M. Amott/S. D'Angelo/C. Amott)
11. The First Deadly Sin (M. Amott/C. Amott/A. Gossow)
12. The Immortal (M. Amott/C. Amott/J. Liiva)
13. Bridge of Destiny (M. Amott/C. Amott)
14. We Will Rise (M. Amott/C. Amott)
15. Heart of Darkness (M. Amott/C. Amott)
16. Snowbound (M. Amott/C. Amott)
17. Ravenou (M. Amott/C. Amott/A. Gossow)
18. Fields Of Desolation / Outro (M. Amott/C. Amott/J. Liiva)
19. Marching on a Dead End Road (tape) (C. Amott)

### Manchester Academy 2 (13 december 2005)
1. Nemesis (M. Amott/D. Erlandsson/C. Amott/A. Gossow)
2. My Apocalypse (M. Amott/D. Erlandsson/C. Amott/A. Gossow)
3. Skeleton Dance (M. Amott/D. Erlandsson/C. Amott/A. Gossow)

## Disk 2

### Extramaterial
1. UK Tour 2005 Mini-Movie
2. Tour! Tour! Tour! - On The Road Movie (av Frédéric Maujoin)
3. Intervjuer & Bakom scenen-klipp från My Apocalypse videoinspelning
4. Gear Talk - Equipment Special
5. Bildspel
6. Interaktiva menyer

### Promovideor
1. Ravenous
2. We Will Rise
3. Nemesis (Bonus Multi-View Feature Incorporating Original Director's Cut)
4. My Apocalypse

### Låtar i multivinkel
Urval från The Forum-showen.

## Banduppsättning

### London Forum Show
- Angela Gossow - sång
- Michael Amott - gitarr
- Christopher Amott - gitarr
- Sharlee D'Angelo - bas
- Daniel Erlandsson - trummor

### Manchester Academy Show
- Angela Gossow - sång
- Michael Amott - gitarr
- Fredrik Åkesson - gitarr
- Sharlee D'Angelo - bas
- Daniel Erlandsson - trummor